# Avions Farman

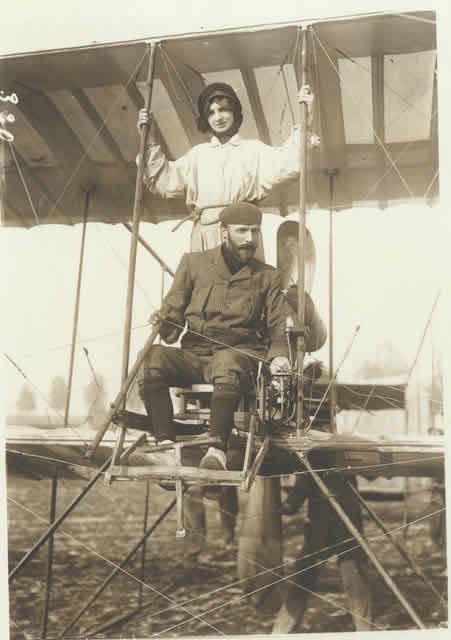
Henri Farman; 21 de septiembre de 1913

La Société des avions Henri & Maurice Farman, comúnmente conocida como  Avions Farman ) fue una empresa aeronáutica francesa fundada y dirigida por los hermanos Henri, Maurice y Richard Farman, pilotos pioneros que se convirtieron en fabricantes. Diseñaron y construyeron aeroplanos, automóviles y motores desde 1908 hasta 1936. Durante la nacionalización y racionalización de la industria aeronáutica francesa, los activos de la sociedad fueron asignados a la Société Nationale de Constructions Aéronautiques du Centre (SNCAC). Sin embargo, continuó produciendo aviones bajo diferentes nombres y entidades hasta 1956.
En 1941, los hermanos Farman volvieron a fundar la empresa con el nombre de Société Anonyme des Usines Farman (SAUF), pero sólo tres años más tarde fue absorbida por SNCASO . El hijo de Maurice, Marcel Farman, volvió a fundar la SAUF en 1952, pero su intento resultó infructuoso y la empresa finalmente se disolvió en 1956.
La sociedad Avions Farman diseñó y fabricó más de 200 tipos de aviones entre 1908 y 1941. También diseñaron y construyeron lujosos automóviles hasta 1931 e hidrodeslizadores hasta 1930.

## Historia
En 1907 Henri Farman adquiere su primer avión, a Gabriel Voisin e inicia trabajos de mejora de la aeronave; como resultado se le conoce como Farman Nº 1 o Voisin-Farman I. En 1908, después de más modificaciones que incluyeron volver a cubrirlo con tela de caucho Continental y la adición de cortinas laterales, el avión fue rebautizado como Farman I-bis.  Los alerones se instalaron después de la demostración de vuelo de Wilbur Wright en Le Mans en agosto de 1908.
Los hermanos Voisin construyeron un segundo avión, designado Farman II incorporando mejoras de diseño según las especificaciones de los Farman. Aéroplanes Voisin vendió a finales de 1908 este aparato al pionero de la aviación británica John Moore-Brabazon,   que lo exportó al Reino Unido, donde fue rebautizado como Bird of Passage. Este episodio no fue del agrado de los hermanos Farman, y, como consecuencia, pusieron fin a la asociación con los Voisin.
Ese mismo año Henri crea los Ateliers Henri Farman en Bouy y su hermano Maurice los Ateliers Maurice Farman en Buc; para en 1910 establecer una fábrica y sociedad compartida por ambos hermanos denominada Société des avions Henri & Maurice Farman en Boulogne Billancourt
Mientras, también en 1909 se inauguró en Chartres, en el futuro terreno del aeródromo militar Chartres-Champhol, una escuela de vuelo equipada con aviones Farman. Muchas otras escuelas utilizaran estos aviones. En 1924 crearon la aerolínea Société Générale des Transports Aériens - SGTA  (a menudo llamada Lignes Farman) , siendo una de las cinco principales compañías del transporte aéreo francés, que, con su fusión en 1933 dio origen a Air France.  
A principios de la década de 1930, la empresa se estableció en particular en el aeródromo de Châteaufort, cerca de Toussus-le-Noble. El Frente Populaire gana las elecciones legislativas del 3 de mayo de 1936. Léon Blum forma un nuevo gobierno, nombrado Ministro de Guerra a Édouard Daladier que, continúa los programas de rearme. En aplicación de la ley de nacionalización de agosto de 1936 de la industria de armamentos, donde se incluye la aeronáutica, promulgada por el gobierno del Frente Popular la empresa fue nacionalizada y, englobada conjuntamente con la compañía Aéroplanes Hanriot et Cie en la Société Nationale de Constructions Aéronautiques du Centre - SNCAC. Los hermanos Farman conservaron una oficina de diseño. 
En 1938 Maurice Farman y su hijo Marcel fundan la Société Commerciale d’Aviation (SCA)
La empresa fue recreada entre 1941 y 1944, durante el mandato de la Francia de Vichy y posterior ocupación alemana bajo el nombre de Société Anonyme des Factories Farman (SAUF), en Billancourt y luego en Suresnes, antes de ser nacionalizada e integrada nuevamente en 1944 en la Société Nationale des Constructions Aéronautiques du Sud-Ouest - SNCASO. Mientras tanto, la antigua fábrica Farman en Boulogne había sido parcialmente destruida por un bombardeo estadounidense en 1943. Posteriormente, en 1946, la fábrica fue absorbida por SNECMA.
En 1952, Marcel Farman refunda SAUF en Toussus-le-Noble ; sus esfuerzos se dirigen hacia la producción de herramientas de aviación y automoción. En 1956 se construyó el último avión, el Farman F.500 Monitor. El mismo año se disolvió la empresa. En 1958 muere Henri Farman.
Después de varias adquisiciones y cambios de nombre, pasa a manos de la  Société Générale de Mécanique et de Tôlerie ubicada en Tours, fabricante de equipos aeronáuticos, una originalmente, filial de SAUF desde 1960. En 1964 fallece Maurice Farman. En 1976, cierra la fábrica Farman en Billancourt y se crean los Ateliers Mécaniques de Dreux (AMD) y, se abre un centro de investigación en Saint-Cloud. En 1980 cesan las actividades de AMD, y se transfieren las operaciones industriales a Tours
A partir de 1980 la compañía o el nombre Farman sufren importantes restructuraciones y/o fusiones:
- 1988 Marcel Farman deja la dirección de SAUF y es reemplazado por su hijo Patrick, que se convierte en director general
- 1989 SAUF adquiere la Société Tourangelle d'entreprises Electriques (STEE), proveedor de sus equipos eléctricos durante veinte años
- 1996 SAUF se vende al grupo alemán IWKA
- 1997 Fusión de tres empresas, Farman, AMD y SGMT bajo el nombre de Farman Industries
- 1998 Farman adquiere la empresa de ingeniería GECOM en Plaisir
- 2005 Apertura de un Centro de investigación en Cluj-Napoca (Rumania)

Patrick Farman deja la dirección de la compañía
- 2006 Las actividades de Tours se agrupan en Farman Industries
- 2007 IWKA se convierte en KUKA

Farman Industries y SAUF pasan a estar bajo el control de KUKA y se convierten en KUKA Systems Aerospace France
- 2009 KUKA vende KUKA Systems Aerospace France al grupo alemán ARS y vuelve a llamarse Farman Systems
- 2013 La sociedad de cartera Groupe Galilé, con sede en Chalon-sur-Saône , adquiere Farman Systems y, la rebautiza como FARMAN; produciendo líneas de montaje robotizadas y transportadores de acumulación, para las industrias de la aviación y del automóvil.

## Lista de aeronaves
Inicialmente separan los desarrollos según el autor, los de Henri llevan el prefijo HF, los de Maurice el prefijo MF. Posteriormente todos se unifican con el prefijo F.
- Biplano Voisin - Voisin-Farman I (1907)
- Farman III (1909)
- Farman IV (1910)
- Farman MF.7 Longhorn (1913)
- Farman MF.11 Shorthorn (1913)
- Farman HF.20 - Biplano monomotor de observación (1913)
- Farman HF.30 - Biplano monomotor de caza (1915)
- Farman HF.31 - Prototipo de caza (1918)
- Farman F.37 - Biplano monomotor de reconocimiento (1914)
- Farman F.40 - Biplano monomotor de reconocimiento (1915)
- Farman F.50 - Biplano bimotor de bombardeo / Avión de línea (5 pasajeros) (1918)
- Farman F.51 - Hidroavión de reconocimiento marítimo (1922)
- Farman F.60 - Biplano bimotor comercial/bombardero (1919)
- Farman F.60 Torp - Versión hidroavión (1920)
- Farman F.70 - Monomotor de transporte de pasajeros (6) (1920)
- Farman F.80 - Biplano monomotor de entrenamiento primario (1921)
- Farman F.121 Jabiru - Biplano cuatrimotor comercial 12-19 plazas (1923)
- Farman F.140 Super Goliath - Bombardero (1924)
- Farman F.160 - Hidroavión de bombardeo (1928)
- Farman F.170 Jabiru - Monomotor comercial (1925)
- Farman F.190 - Monoplano monomotor de 4 plazas (1928)
- Farman F.200 - Monoplano monomotor utilitario derivado del Farman F.190 (1929)
- Farman F.222 - Biplano cuatrimotor de bombardeo pesado (1932)
- Farman F.223 - Biplano cuatrimotor de bombardeo pesado (1937)
- Farman F.230 - Monoplano monomotor de turismo (1930)
- Farman F.270 - Biplano bimotor, prototipo de bombardero/torpedero (1932)
- Farman F.280 - Biplano trimotor, avión postal (1931)
- Farman F.290 - Biplano monomotor, avión comercial de 4 plazas (1931)
- Farman F.400 - Monoplano monomotor utilitario de 3 plazas (1933)
- Farman F.430 - Monoplano monomotor de transporte ligero (5 pasajeros) (1934)
- Farman NC.470 - Hidroavión monoplano bimotor de reconocimiento costero (1937)
- Farman F.500 Monitor - Monoplano monomotor biplaza de entrenamiento (1952)

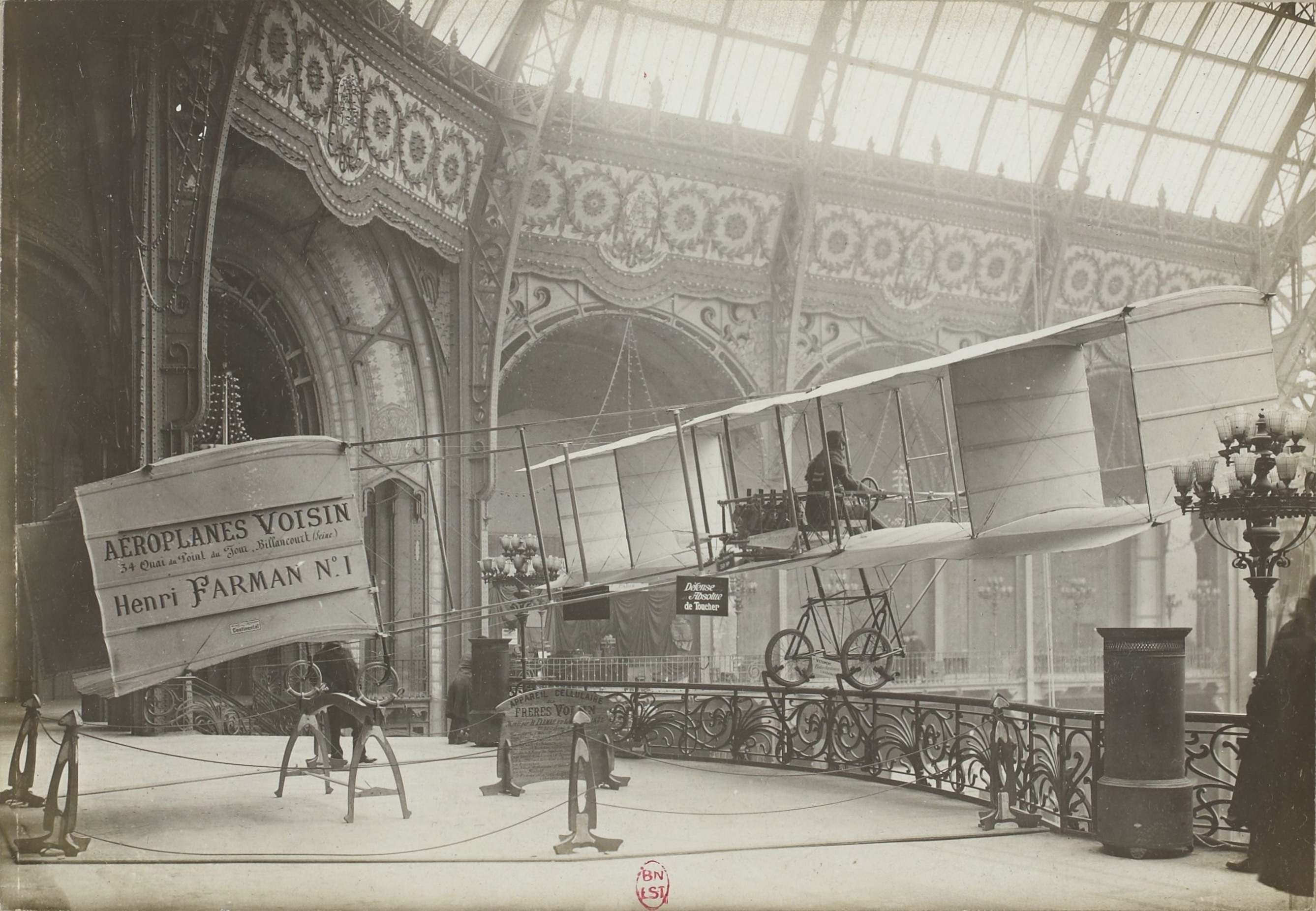
Voisin Farman Nº 1, 1908
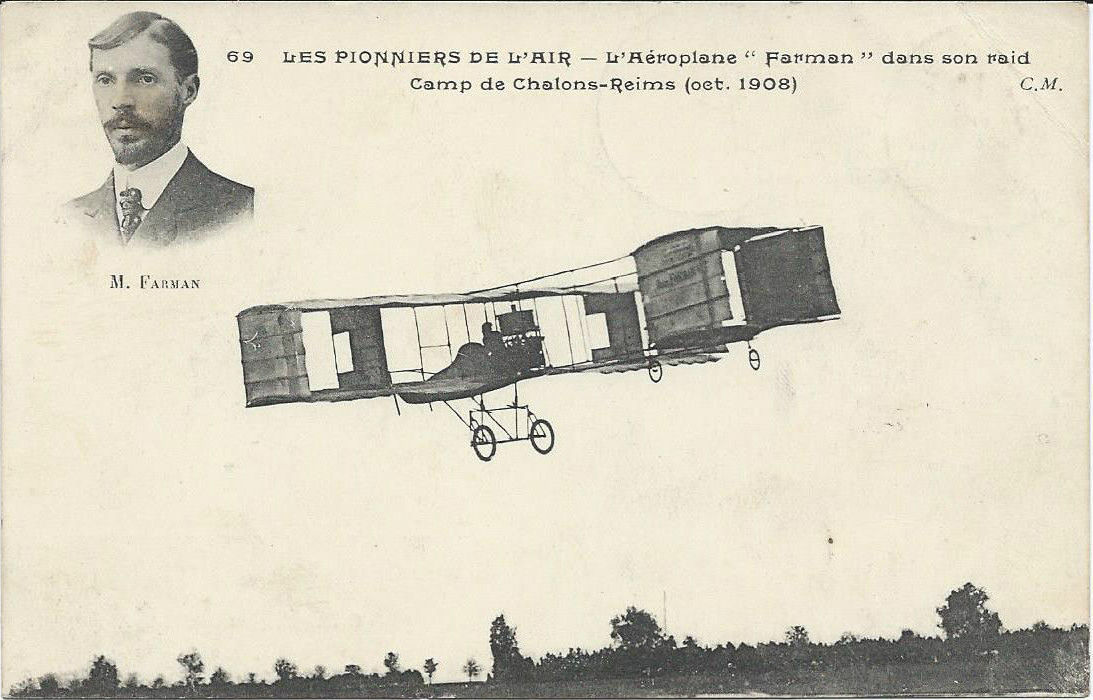
Farman Biplane, Camp de Chalons-Reims, 1908
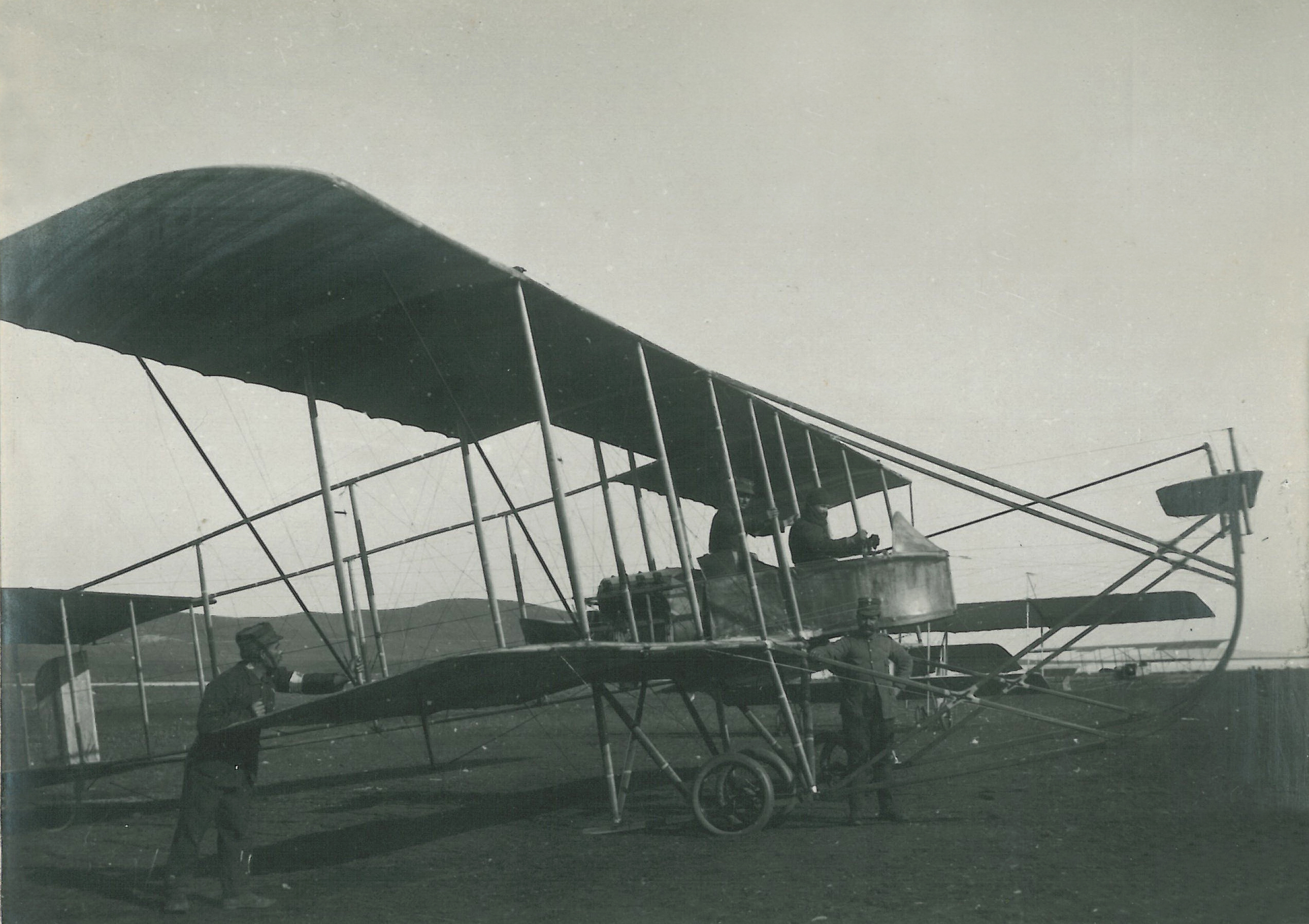
Farman MF.7 Longhorn, Preveza, 1912
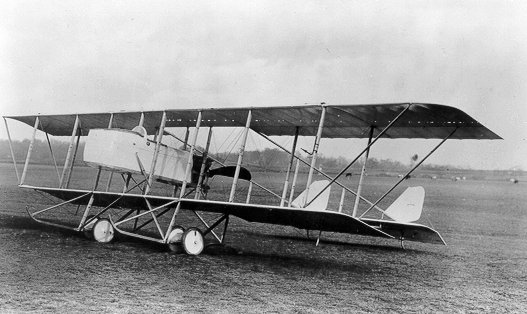
Farman MF.11 Shorthorn, 1915
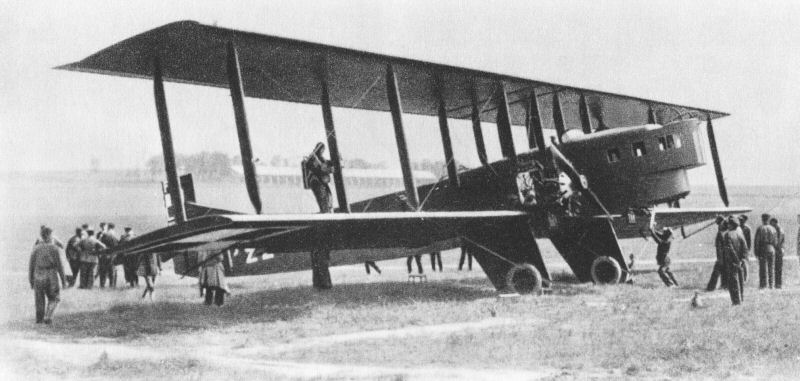
Farman F.60 Goliath, 1919
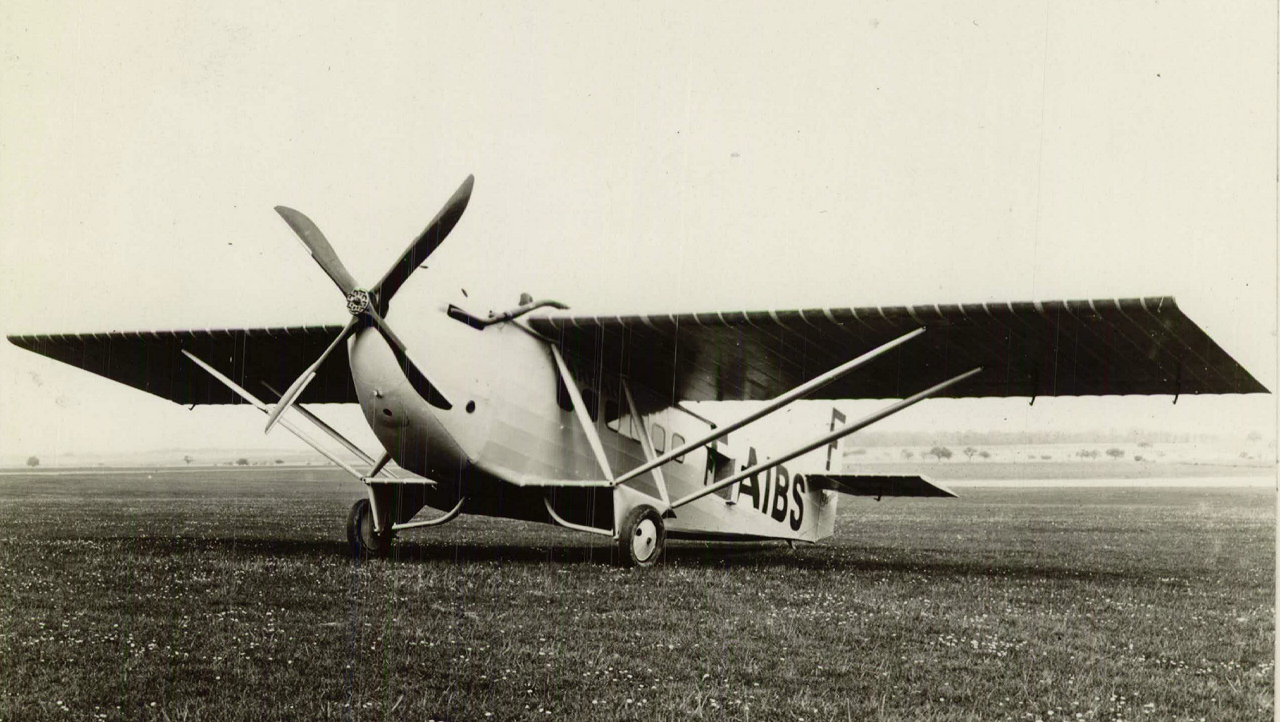
Farman F.170 Jabiru, 1926
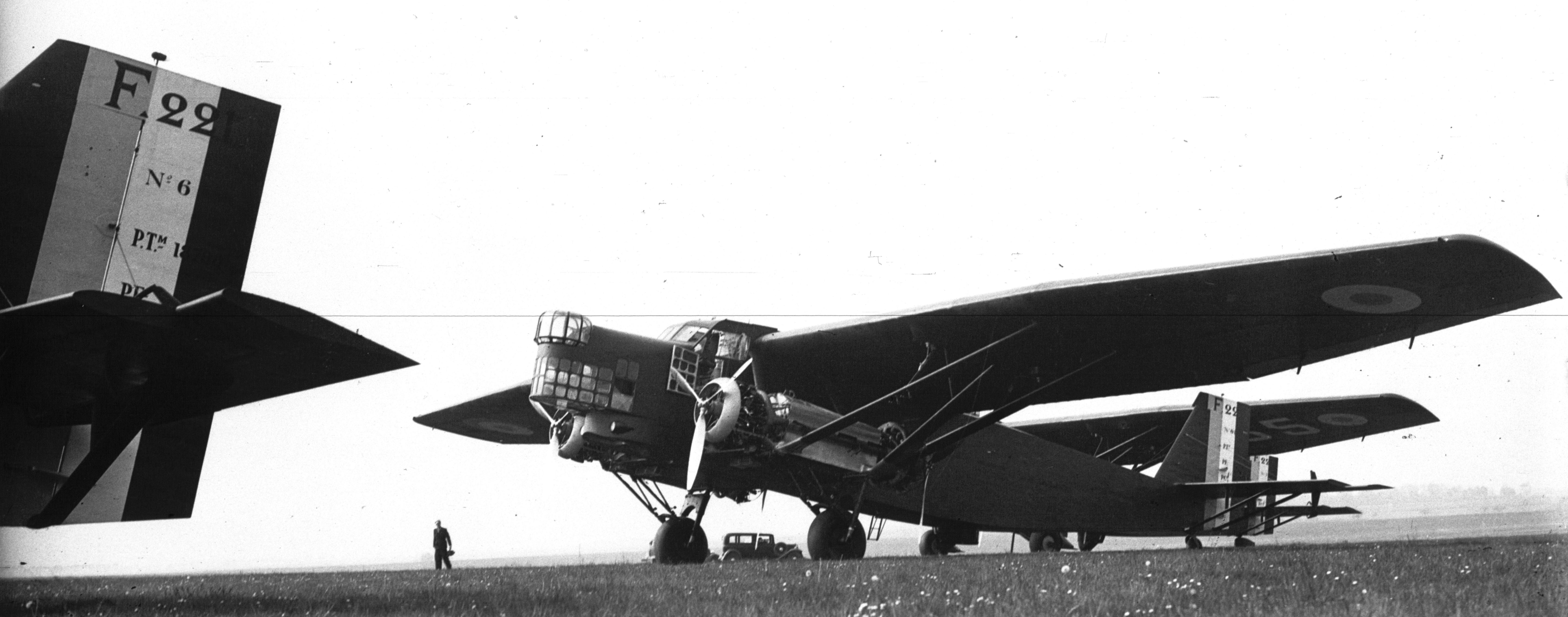
Farman F.221, 1936

## Automóviles
La firma Farman diseñó y construyó varios modelos de automóviles de lujo entre 1921 y 1932, entre ellos:
- Farman 12 CV (1902)
- Farman A 6 (1919–1923)
- Farman A 6 B (1923–1927)
- Farman NF (1927–1929)
- Farman NF 2 (1929–1931)

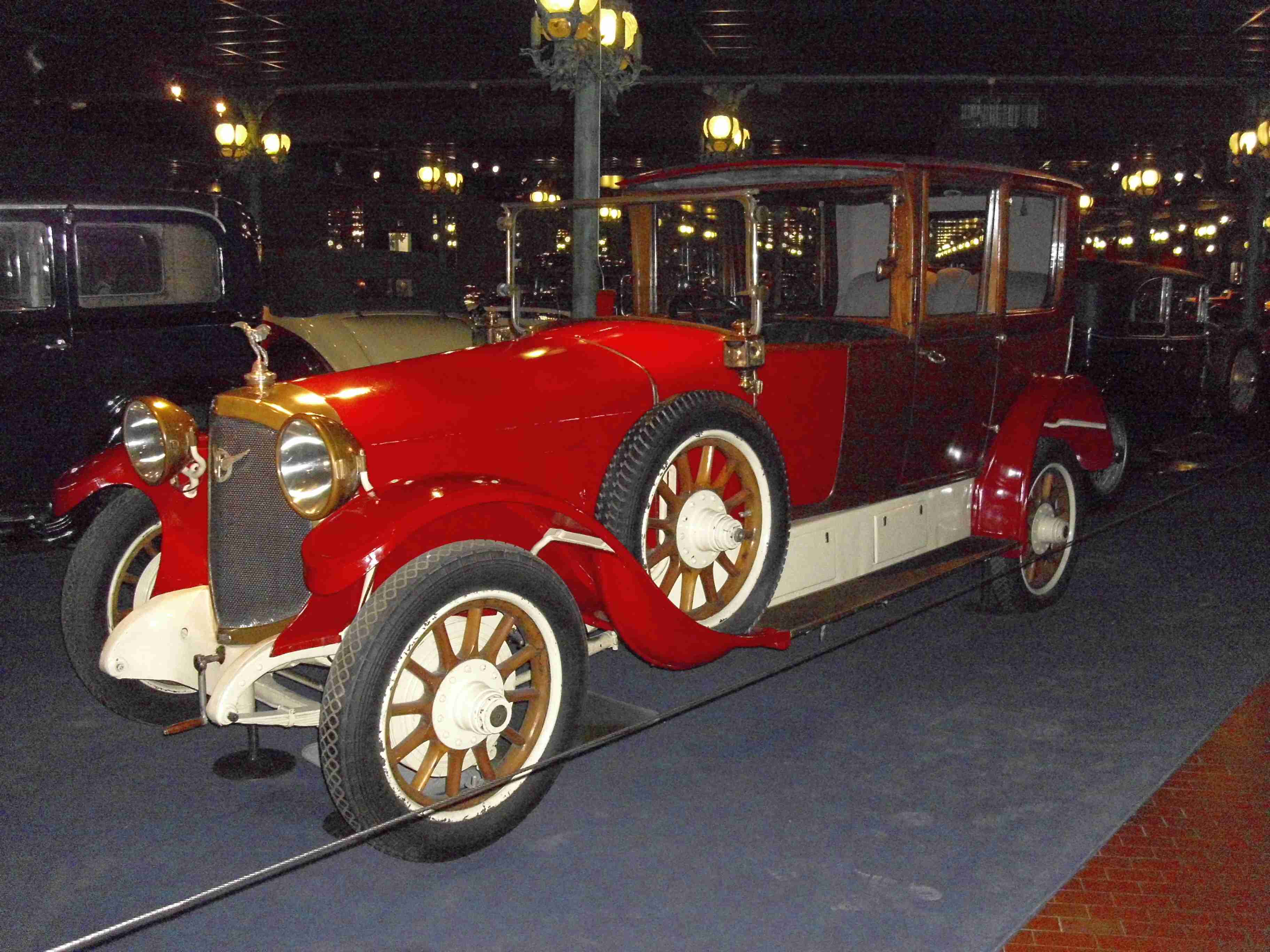
Farman A 6, 1923
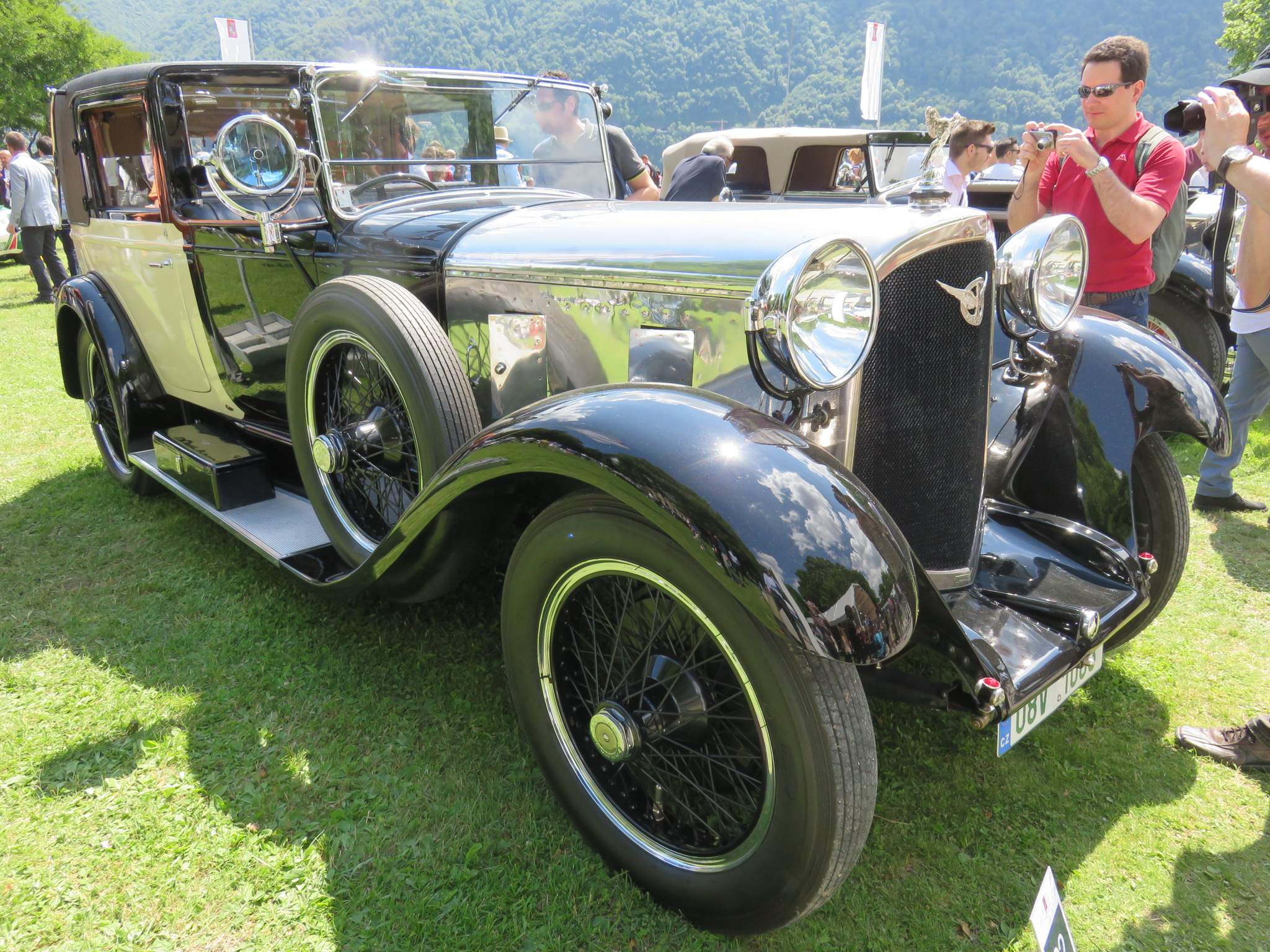
Farman A 6B
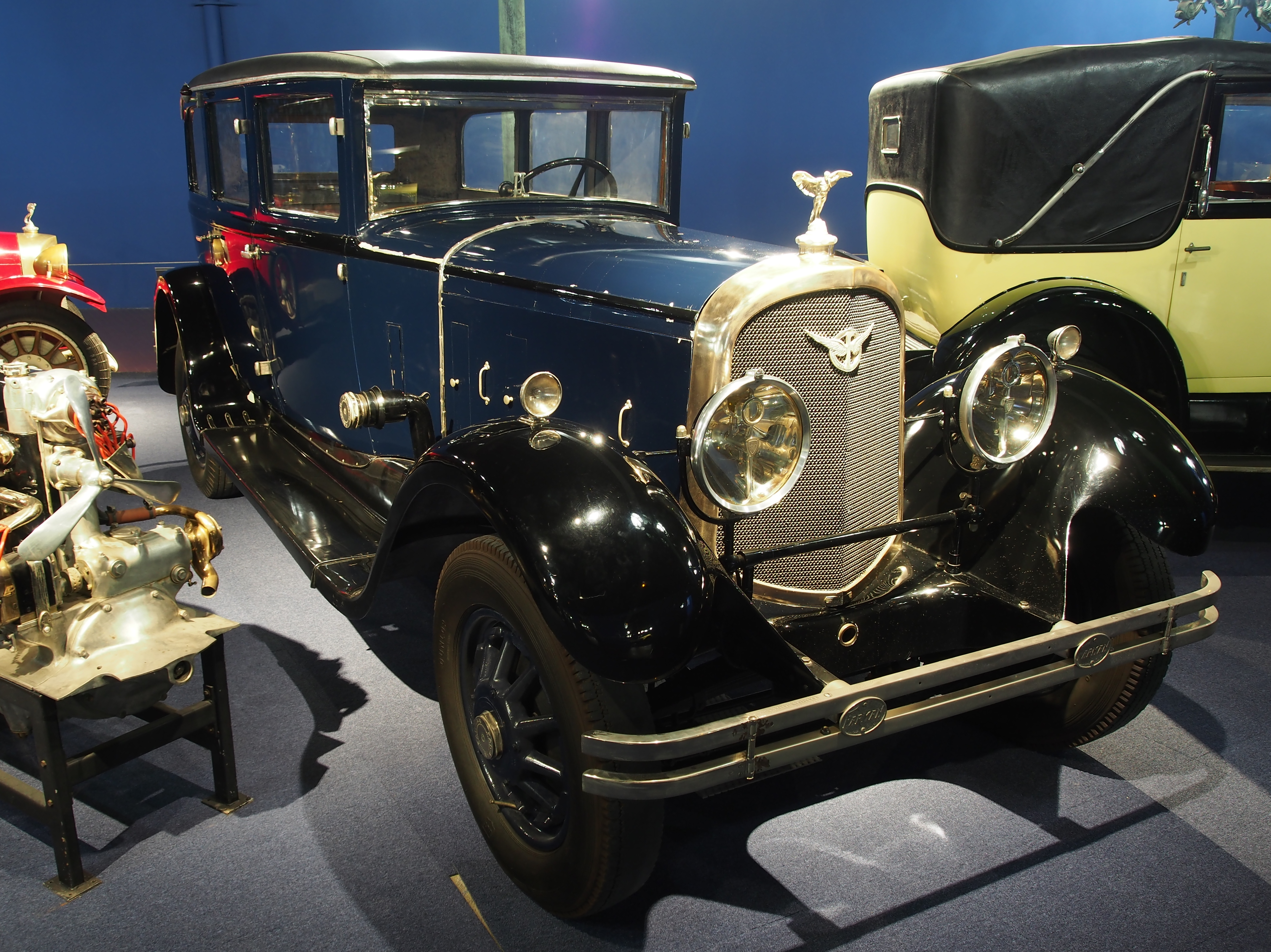
Farman NF Limousine

## Hidrodeslizadores

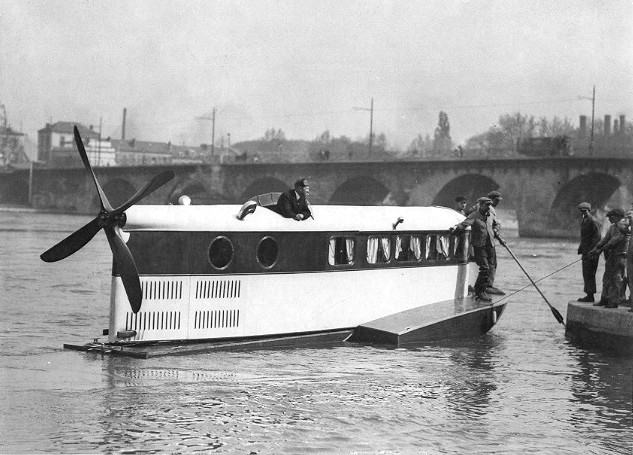
Hydroglisseur "Le Ricocheur", agosto 1922

Durante la década de 1920, Avions Farman  incursionó brevemente en la construcción de hidrodeslizadores (conocidos generalmente por el término francés "hydroglisseurs"). La construcción de estos, fue una consecuencia directa de su experiencia en aviación. Durante la I Guerra Mundial, los motores y las hélices de algunos de los Farman MF.7 se utilizaron para construir hidrodeslizadores que se utilizaron con éxito durante la Campaña de Mesopotamia librada por Gran Bretaña y fuerzas de la  British Commonwealth contra las fuerzas del Imperio Otomano en Mesopotamia (actual Irak). Tras el éxito de estos improvisados artefactos, el ejército británico comenzó a encargar hidrodeslizadores construidos especialmente a la compañía Farman y Charles de Lambert para su uso en los ríos Tigris y Éufrates. 
Avions Farman comenzó a producir hidrodeslizadores civiles en la década de 1920. Su primer ejemplar no militar zarpó en 1920, aunque su primer hidrodeslizador civil a la venta fue Le Ricocheur (en la foto de la derecha), un prototipo de cabina cerrada capaz de transportar 12 pasajeros a velocidades de hasta 125 km/h (67 nudos). Farman comercializó hidrodeslizadores para su uso como taxis acuáticos y como buques de carga ligeros o patrulleros para los gobiernos coloniales franceses, particularmente en los ríos Mekong y Níger. Estos últimos eran de cabina abierta, como los usados actualmente, aunque tendían a ser algo más grandes, tenían francobordos más altos y carecían de una rejilla protectora que rodeara la hélice.  Los hidrodeslizadores de Farman se vendían por entre 25.000 y 50.000 francos según el modelo, un precio que resultó demasiado elevado para los potenciales compradores; la empresa se retiró de este negocio a finales de la década de 1920. 